# شتادلاند
شتادلاند (به آلمانی: Stadland) یک شهر در آلمان است که در وزرمارش واقع شده‌است. شتادلاند ۷٬۹۶۳ نفر جمعیت دارد.